# ادگار پویول
ادگار کلیمنت پوژول پورتورئال (انگلیسی: Edgar Pujol؛ زادهٔ ۷ اوت ۲۰۰۴) بازیکن فوتبال اهل اسپانیا است که در حال حاضر برای باشگاه فوتبال رئال مادرید کاستیا بازی می‌کند. 
از باشگاه‌هایی که در آن بازی کرده است می‌توان به  باشگاه فوتبال رئال مادرید کاستیا اشاره کرد.
وی همچنین در تیم‌های ملی فوتبال زیر ۱۵ سال اسپانیا، زیر ۱۶ سال اسپانیا، زیر ۱۸ سال اسپانیا، زیر ۱۹ سال اسپانیا و تیم ملی فوتبال زیر ۲۳ سال دومینیکن بازی کرده است.